# 영화 제작진

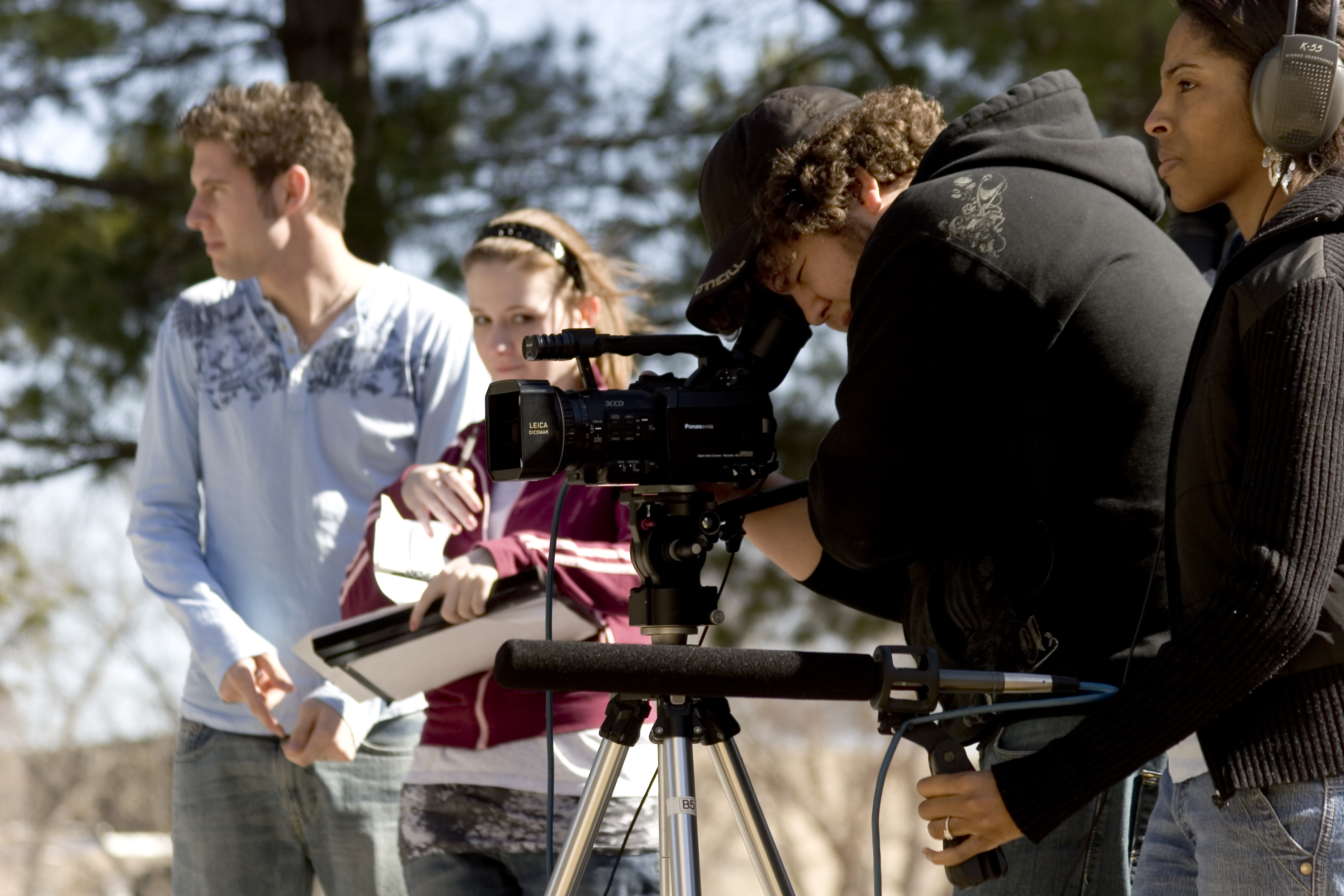
영화 제작진

영화 제작진(映畫製作陣)은 전문 기술을 가지고, 연출측 (감독)의 요청에 따라 영화 작품 제작에 참여하는 사람들을 가리킨다. 넓은 의미에서는 홍보, 배급 등 감독의 권한이 미치지 않는 분야의 관계자도 가리킨다. 연기자인 배우는 일반적으로 여기에 포함되지 않는다.

## 같이 보기
- 시네마토그래피